# Sara Moser
Sara Moser (Osijek, 1992.) je hrvatska glumica.

## Filmografija

### Televizijske uloge
- "Oblak u službi zakona" kao Ružica (2022.)
- "Bogu iza nogu" kao Tereza Pekna (2021.)
- "Na granici" kao načelnica Željka Mandžukić (2018.-2019.)
- "Čista ljubav" kao Marija Vitez (2017.-2018.)
- "Zlatni dvori" kao Ivica (2017.)

### Filmske uloge
- "Dom" (2018.)

## Vanjske poveznice
- Sara Moser u internetskoj bazi filmova IMDb-u (engl.)